# ティンクルスタースプライツ
『ティンクルスタースプライツ』は、縦スクロール対戦シューティングゲームのシリーズ、またはその第1作目のタイトルである。

## ティンクルスタースプライツ
シリーズ第1作目で、開発はADK。使用基板はMulti Video System。2人のプレイヤーが互いにほぼ等しい性能のキャラクターで対戦することを主体にした作品で、対戦型シューティングゲームと言うこともできる（厳密には、間接的に攻撃し合うタイプの対戦型シューティングゲーム）。このようなゲームは日本では極めて少数で、本作以降に『チェンジエアブレード』（サミー）と『ウィングウォー』（セガ）の前衛後衛側に位置を取って撃ち合うタイプや、『旋光の輪舞』（グレフ）などのフィールドを用いた全方位移動タイプのものがある。
1997年にはセガサターン、2000年にはドリームキャスト（SNK発売）に移植された。2005年には本作も収録した続編『-La Petite Princesse-』が発売（後述）。また、2008年にはPlayStation 2用コレクションソフト『ADK魂』（SNKプレイモア発売）にも収録された。2011年にはWiiのバーチャルコンソールで配信開始された。2015年には『-La Petite Princesse-』と『ADK魂』が共にPlayStation 3向けゲームアーカイブスとして配信開始。2016年にはSteamで英語版『TWINKLE STAR SPRITES』として配信開始。Steam版は日本語表記がないが音声のみ日本語でオンライン対戦が可能。2018年12月6日にはXbox OneとNintendo Switchで、同年12月11日にはPlayStation 4で、2019年10月18日にはPC（Windows 10）で、2022年9月1日にはiOSとAndroidでアケアカNEOGEOの1作品として配信され、2025年8月7日にはNintendo Switch用パッケージソフト『アケアカNEOGEO セレクション Vol.5』にも収録された。

### ストーリー
魔法世界プレアミューズには、あらゆる願いが叶う伝わる伝説の星「ティンクルスター」があった。ある日、悪の帝王メヴィウスがティンクルスターを盗んだため、プレアミューズの王女ロードランは、お供のラビキャットを連れ、ティンクルスターを取り戻しに行く。

### キャラクター
使用可能なキャラクターは13キャラクター（セガサターン版のみさらに1キャラクター追加）で、それぞれスピード・ショット性能・エキストラアタックなどに差がある。キャラクターデザインは藤ノ宮深森。プロフィール等は公式サイト、セガサターン版の説明書および後述の設定資料集より引用。また、キャラクターの誕生月は設定資料集に付属している1998年カレンダーより、グレゴリオ暦における12ヶ月に対応しており、キャラクターの誕生日も記載されている。
- 「マジカルスプライト」　ロードラン（声優：加藤雅美）

プロフィール
種族：妖精族のプリンセス/年齢：10歳/誕生日：ばいばい月24日/血液型：O型/趣味：甘いものを食べる・ダジャレ/性格：元気で、明るい/好きな物：甘い物/嫌いな物：辛い物/乗り物：魔法のほうき/溜め撃ち：マジカルショット/エキストラアタック：ラビボム/ボスアタック：スーパーラビキャット/ボム：ライトニングスター
- ラビキャット（声優：原田マサオ）

プロフィール
誕生日：みどみど月14日
この物語の主人公で、明るく活発な生活をしている。お供のラビキャットを連れて魔法のジョイスティックで大活躍。
- 「ドラゴン・スター」 リアリー・ティル（声優：伊藤芽久美）

プロフィール
種族：竜族のお姫様/年齢：10歳/誕生日：しとしと月6月/血液型：A型/趣味：ドラピーに乗って空を駆け回ること/性格：現実主義者。怒りっぽい。/好きな物：ひ・み・つ☆/嫌いな物：おかっぱの女/乗り物：ドラゴンの子供（ドラピー）/溜め撃ち：ドラピーファイヤー/エキストラアタック：ドラピー/ボスアタック：スーパードラピー/ボム：バーニングドラゴン
- ドラピー（声優：蓑田まゆみ）

プロフィール
誕生日：きらきら月14日
ドラゴン国の王女でランの最大のライバル。気の強さと火の魔法なら誰にも負けない。
- 「二枚目ロケットマン」 アーサー・シュミット（声優：原田マサオ）

プロフィール
種族：妖精族の親衛隊長/年齢：16歳/誕生日：はなはな月3月/血液型：A型/趣味：ランさんの追っかけ/性格：ドジでお調子者、キザだがカッコつかない奴/好きな物：ランさん/嫌いな物：ランさんとの仲を邪魔する者全て/乗り物：ロケットリュック/溜め撃ち：プラズマレーザー/エキストラアタック：プラズマシュート/ボスアタック：魔導砲/ボム：プラズマビームGX
大好きな女性のために戦う最速の騎士。実は、どうにも格好のつかない二枚目半。
- 「ビースト・マスター」 ヤン・ヤンヤン（声優：加藤雅美）

プロフィール
種族：森の妖精/年齢：7歳/誕生日：しとしと月15日/血液型：B型/趣味：動物と遊ぶ、水浴び/性格：やんちゃ/好きな物：果実/嫌いな物：機械/乗り物：トリブタ/溜め撃ち：ワイドウェーブ/エキストラアタック：トリブタ/ボスアタック：パパブタ/ボム：トリブタいくもーん攻撃
- トリブタ（声優：原田マサオ）

虹色の森を司る最年少のビースト・マスター。今はトリブタしか乗れないが、持ち前の勇気で空を駆ける。
- 「なぞの生物」 なんじゃもんじゃ

プロフィール
種族：けもんじゃ族/年齢：毛の数（推定20000歳）/誕生日：？/血液型：？/趣味：毛の手入れ/性格：色によって異なる/好きな物：ワカメ、昆布/嫌いな物：ストレス/乗り物：自力で飛ぶ/溜め撃ち：ナンジャサンダー/エキストラアタック：大ナンジャ/ボスアタック：なんじゃ大王/ボム：なんじゃ総突撃
経歴・性別不詳の全身毛だらけの生物。
- 「トレジャーハンター」 マッキー&ペンテル（声優：伊藤芽久美〈マッキー〉、蓑田まゆみ〈ペンテル〉）

プロフィール（マッキー）
種族：ミミリン族/年齢：14歳/誕生日：はぴはぴ月30日/血液型：A型/趣味：金を貯める/性格：強気/好きな物：金/嫌いな物：損すること/乗り物：魔法のエンピツ/溜め撃ち：ペンテルアタック/エキストラアタック：ヌイグルミ/ボスアタック：ヌイグルミスペシャル/ボム：サプライズマネー
プロフィール（ペンテル）
種族：ミミリン族/年齢：14歳/誕生日：あつあつ月8日/血液型：O型/趣味：ぬいぐるみ集め/性格：超臆病/好きな物：ぬいぐるみ/嫌いな物：臆病な自分
新たな秘法を求め続ける2人組で、戦うのはマッキーだけ。
- 「ドラネコ仙人」 ド・ケスベイ（声優：原田マサオ）

プロフィール
種族：ネコの仙人/年齢：65536歳/誕生日：さむさむ月29日/血液型：？/趣味：ひなたぼっこ/性格：すけべ/好きな物：若いおなご/嫌いな物：？/乗り物：魔力で動く「魔導ネコ」/溜め撃ち：トリプルパンチ/エキストラアタック：ネコパンチ/ボスアタック：魔導ネコ/ボム：魔導奥義・大津波
自称「世界一の魔法使い」、そして世界一のスケベ。言うだけあって魔力は絶大。
- 「妖精コンビ」 ティンカー&リンカー（声優：伊藤芽久美〈ティンカー〉、蓑田まゆみ〈リンカー〉）

プロフィール
種族：女王付きの妖精/年齢：16歳/誕生日：ぱくぱく月10日/血液型：AB型/趣味：家事手伝い/性格：温厚/好きな物：おそうじ、おせんたく/嫌いな物：無し/乗り物：羽根で飛ぶ/溜め撃ち：フェアリークリスタル/エキストラアタック：プチフェアリー/ボスアタック：マジカルフェアリー/ボム：デュオ・ウェーブ
ラン王女を連れ戻すために城を旅立つ。2人の力を合わせると強力。2人とも同じ性格で、戦うのはティンカーだけ。
- 「メヴィウス親衛隊」 グリフォン、エヴィン、バーン（声優：峯松公明〈グリフォン〉、伊藤芽久美〈エヴィン〉、西川嘉人〈バーン〉）

プロフィール（グリフォン）
種族：メヴィウス親衛隊長/年齢：16歳/誕生日：ぴゅ～ぴゅ～月2日/血液型：A型/趣味：死に真似、吐血/性格：軟派（一見、真面目）/好きな物：女の子、娘、乙女/嫌いな物：醜いもの/乗り物：グリピー/溜め撃ち：トルネードカッター/エキストラアタック：グリピースラッシュ/ボスアタック：グリピーグレート/ボム：トリプルハリケーン
プロフィール（エヴィン）
種族：親衛隊員（メヴィウスの弟）/年齢：12歳/誕生日：まるまる月20日/血液型：A型/趣味：おしゃれ/性格：やんちゃ、甘えん坊/好きな物：女の子、娘、乙女/嫌いな物：醜いもの/乗り物：グリピー/溜め撃ち：トルネードカッター/エキストラアタック：グリピースラッシュ/ボスアタック：グリピーグレート/ボム：トリプルハリケーン
プロフィール（バーン）
種族：親衛隊員/年齢：18歳/誕生日：ばいばい月5日/血液型：AB型/趣味：体をきたえる/性格：クール/好きな物：女の子、娘、乙女/嫌いな物：醜いもの/乗り物：グリピー/溜め撃ち：トルネードカッター/エキストラアタック：グリピースラッシュ/ボスアタック：グリピーグレート/ボム：トリプルハリケーン
- グリピー

悪の帝王メヴィウスの手下の3人組。リーダーのグリフォンを筆頭にそろいもそろって全員女好き。3人組だが戦うのはグリフォンだけ。
- 「暗黒スプライト」 ダークラン（声優：加藤雅美）

プロフィール
種族：メヴィウスがランに似せて魔法土から作り出した。/年齢：3日と3時間（外見は10歳）（ダークラビも同じ）/誕生日：さむさむ月20日/血液型：不明/趣味：戦い/性格：キッツーい/好きな物：メヴィウス様/嫌いな物：メヴィウス様以外の連中/乗り物：魔法のホウキ/溜め撃ち：ダークマジカルショット/エキストラアタック：ダラビボム/ボスアタック：スペシャルダークラビ/ボム：ダークネススター
- ダークラビ

メヴィウスが土から造ったランの分身。魔法力・腕力・視力・その他すべてランを上回っている。胸も少し大きい。
- 「悪の帝王」 メヴィウス（声優：西川嘉人）

プロフィール
種族：ダーク・エンパイヤ族/年齢：自称10万歳（本当は25歳）/誕生日：はなはな月29日/血液型：A型/趣味：囲碁、将棋、世界征服（を企てること）/性格：一言で言うならば間抜け。/好きな物：世界征服（実現したことはない）、ペットのコウモリ（サップァー・プリャスター）/嫌いな物：妖精ども、腰痛（悩んでいる）/乗り物：暗黒魔力で飛ぶ/溜め撃ち：トリオ・ザ・バット/エキストラアタック：コウモリ君/ボスアタック：マスターコウモリ君/ボム：ウルトラカオスゲート
ダーク・エンパイヤに住む悪の帝王。5000年前に悪の限りを尽くした先祖が「スプライツ」に倒されたことをまだ恨みに思っている。
- 「マジカルクイーン」 メモリー女王（声優：加藤雅美）

プロフィール
種族：妖精族の女王/年齢：30歳/誕生日：ぬくぬく月3日/血液型：O型/趣味：ご飯を食べる/性格：おしとやかでのんびり屋/好きな物：食べ物全般/嫌いな物：何でも食べるのでなし/乗り物：羽根で飛ぶ/溜め撃ち：スプラッシュバウンド/エキストラアタック：フーズ/ボスアタック：A・D・ケーキ/ボム：アストラルヴィジョン
プレアミューズの女王でランの母親。はるか昔、伝説の「スプライツ」だったこともあり、その魔力は想像を絶する。のんびり屋で大食漢である。
- 「光の王女」 スプライツ（声優：蓑田まゆみ）

プロフィール
種族：伝説の妖精族/年齢：伝説によって様々。今回は15歳くらい/誕生日：はぴはぴ月1日/血液型：O型/趣味：転生/性格：清らかな心を持つ/好きな物：この世界のみんな/嫌いな物：悪い心/乗り物：自力飛行/溜め撃ち：マジカルショット/エキストラアタック：ラビキャットアタック/ボスアタック：ゴッドラビキャット/ボム：デア・ウィングバースト
5000年前、同じように危機に瀕した世界を救った伝説の魔法戦士。今はある少女に転生している。神の使い「ゴッドラビキャット」を従えている。彼女の力はティンクルスターによって目覚める。
- 「中華なティーチャー」 美鈴キサラギ&校長先生（SS版セガサターンモードのみ）

プロフィール（美鈴キサラギ）
種族：中華族/年齢：22歳/誕生日：みどみど月10日/血液型：O型/趣味：変装/性格：教育熱心/好きな物：勉強/嫌いな物：連休/乗り物：校長先生/溜め撃ち：秘技鈴々波/エキストラアタック：ムササビ校長/ボスアタック：超巨大熊猫校長/ボム：中華的七変化
プロフィール（校長先生）
誕生日：まるまる月3日
ラン達が通う「ワンダーズ魔法学園」の先生。遊び回っている主人公たちを学校に連れ戻すために今日も行く。

### システム
1レバー+2ボタン（ショット、ボンバー）で操作。
対戦型シューティングといっても1画面でお互い弾を撃ち合うのではなく、画面が2分割されお互いが普通の縦スクロールシューティングゲームのようにゲームをプレイする。両プレイヤーは共にライフが5でスタートし、ザコキャラに当たると自分のライフが1減り（自分のライフが1または0.5のときは0.5になる）相手のライフが0.5増え、相手の攻撃ザコ、リバーサル攻撃ザコ、ボスの攻撃に当たると自分のライフが3減り、相手のライフが1増える。先にライフが無くなってしまったプレイヤーの負け。勝った側はポイントがカウントされ、2本先取（標準設定の場合）で勝敗が決定する（CPU戦では残機制で、プレイヤーが勝てばステージを進めることが出来、負けた場合は残機を1失う）。ダブルKOによるドローの場合、双方に1本カウントされる（CPU戦の場合は勝ち、『LPP』のCPU戦は負けと見なされる）。
連爆
編隊を組んで現れるザコキャラを破壊したときに出る爆風で隣接するザコキャラを破壊すること。上手く破壊すれば、次々に編隊ザコを巻き込んで破壊することができ、その数によって相手に送られる火の玉の攻撃ザコの数が決まる。また、送られた攻撃ザコをショットや連爆に巻き込むと緑色に点滅する火の玉のリバーサル攻撃ザコを送り返すことが出来る。さらに、送り返されたリバーサル攻撃ザコをショットや連爆に巻き込むと「エキストラアタック」や「ボスアタック」を相手に送ることが出来る。攻撃と防御を兼ね備えたシステムとなっている。
パーフェクト
1回の起爆で編隊すべてのザコを連爆により破壊することができると「パーフェクト」となり、こちらの攻撃速度が上がる、相手からの攻撃速度が下がる、チャージアタックに使用するゲージがたまるなど多くのボーナスを得ることができる。このため、いかに多くのパーフェクトを取ることができるか、いかに相手のパーフェクトを邪魔することができるかが、このゲームの肝となる。
溜め撃ち
ショットボタンを押し続け、画面下部のゲージがレベル1以上となった場合に使用可能。ザコキャラやボスの攻撃、エキストラアタックなどを貫通する。威力や性能、チャージが完了するまでに掛かる時間はキャラ毎に異なる。
エキストラアタック
レベル2以上のチャージアタックを撃った時（ボスアタック発動中にレベル3チャージアタックを撃ったときは通常よりも多く送れる）や、リバーサル攻撃ザコを破壊した時に、相手に向かって飛んで行く特殊攻撃のこと。性能はキャラクター毎に異なり、破壊は不可能。
ボスアタック
レベル3のチャージアタックを撃ったときや、リバーサル攻撃ザコを3つ以上連爆に巻き込んだときに発動（ボスアタック発動中は無効）。相手フィールドにボスが出現する。出現するボスは、使用キャラクターごとに決まっている。高い耐久力を持つ。ボスアタックは常に1つしか存在できず、自分のフィールドにボスが居る状態でボスアタックを発動すると相手の送ったボスアタックは即座に終了する。もちろん、レベル3のチャージアタックで即座に帰らせることが可能。なお、双方が同時にボスアタックを発動した場合は、相殺されてボスアタックは現れない。
コイン
時々出現し、取ると絵柄に対応した効果を発動する。種類は以下の通りである
ドルマーク：＄のマークが描かれており、後述の3つのマークと交互に回転しながら表示される。取ると得点が上がる。
星マーク：★のマークが描かれており、取ると自分のフィールド上にいる泡に包まれたザコキャラの泡を取り除くことができる。
ボムマーク：爆弾のマークが描かれており、取ると自分のボムの所持数が1増える。
Pマーク：セガサターン版、続編にて登場。アルファベットのPの文字が描かれており、取ると溜めゲージの上限を1レベル分増加させることができる
オーブ
時々ザコ編隊に紛れている青い玉。爆風やボムで破壊可能。オーブ出現前には、必ず画面上部に「!!」というマークが現れる。破壊すると、フィーバーが発生し、フィーバー中は連爆により発生する攻撃ザコが通常より多くなる。
死神
開始から約102秒経過するか、お互いに連爆をしていないと画面上部より出現し、プレイヤーキャラクターを延々追いかける、永久パターン防止用の、いわゆるお邪魔キャラクター。これに当たると、1発でライフが0になり負けとなる。攻撃や爆風への巻き込みにより破壊可能だが、一定時間が過ぎて出現したものを破壊してもすぐに再出現する上、破壊するたびに耐久力が上昇してゆく。なお、ボムを使えば耐久力がどれだけ高くても一撃で破壊可能。

### 漫画版
さいとうつかさ による漫画版が『コミックゲーメスト』に連載された。単行本化は諸々の事情で見送られたものの、その後さいとうの個人サークルから同人誌として頒布されている。

### 設定資料集
新声社より平成10年（1998年）1月18日に発行(ISBN 4-88199-433-6)。イラストや設定資料、攻略法が掲載されている。また、おまけとして描きおろしの1998年カレンダーが付属されている。

### 開発
当時ADKは『ワールドヒーローズ』をはじめとする格闘ゲームを開発していたが、格闘ゲームは制作に労力と時間がかかるため、すぐに作れる小さな企画をメインとしたコンペが開かれた。社員のカシオ松下こと松下佳靖は元々企画者をめざしており、ADK側が出した「ネオジオで」「対戦ゲーム」「格闘ゲーム以外」「低予算」というオファーと、自分の好きなシューティングゲームを組み合わせたようと考えた。公募の締め切り直前に、上司から撃ち合い型のシューティングゲームを否定されたため、松下はとっさに「画面を縦に分割する方式にしている」「おジャマキャラを送ります」と説明する。これが上司の興味を引き、松下は本作の元になる企画を提出したが、この時点では先の発言を具体的に実現する方法については考えていなかった。アイデアを聞いた上司がイメージしたのは、ボールを送りあって落としたら負け、というバレーボールのようなゲーム性だったという。しかし松下とプログラマの青松は「キャラが縦横無尽に動く」「当たったら負け」「ショットは連発できる」というのがシューティングの最低限の醍醐味と考え、「1Pと2Pが別々のフィールドにいるのに、直接的に戦える」という要件を満たすため、相手フィールドに雑魚を送り込む「連撃」といった要素を取り入れた。
本作の基板性能や予算には限りがあり、松下は同じく基板性能等に制約があった『コットン』が示した方向性に助けられたと、ゲーム文化保存研究所に寄せた『コットン』についての記事の中で振り返っている。

## ティンクルスタースプライツ 〜La Petite Princesse〜
『ティンクルスタースプライツ -La Petite Princesse-』はシリーズ2作目であり、前作である『ティンクルスタースプライツ』の続編。略称は「〜LPP」や「〜プチプリ」など。グラフィックが3Dになり、KDDIのマッチングサービスマルチマッチングBBに対応したPlayStation 2用ソフト。2005年7月28日にSNKプレイモアからリリースされた。

### ストーリー
妖精界の王女が闇の帝王を聖なる力で倒して、願い星“ティンクルスター”を取り戻してから3日後、突然何者かが、妖精界、天使界、悪魔界を繋ぐ星々のバランスが崩れる現象“スター・ディストーション”を起こす。それと同時に、頼りの妖精界の王女ロードランも姿を消す。その噂を聞きつけた、時の魔法使い“タイム・バターミット”は、ロードランに会いたいという一心から、彼女の代わりに世界を元に戻すことを決心する。

### キャラクター
前作と画風がかなり変わっているが、デザインは前作と同じ藤ノ宮深森である。また、設定にも変化があり、ロードランはメモリー女王の義理の娘となっている（前作では、2人は血の繋がった親子だった）。

#### プレイヤーキャラクター
- タイム・バターミット（声優：長谷川静香）
- フリーシア・ローズマリー（声優：清水愛）
- ガオガオ（声優：山田茉莉）
- ヴィエル＝ア＝ルゥ（声優：中村悠一）
- リアリー・リィズ(声優：村上恵子)
- シエル＝ア＝ルゥ（声優：中村悠一）
- ヤン・ヤンヤン(声優：村上恵子)
- ド・エッヂ（声優：清水愛）
- リータム&メーリィ（声優：長谷川静香〈メーリィ〉）
- マルゥ&ソワン（声優：清水愛〈ソワン〉）
- メモリー女王(声優：猪谷洋子)
- ダーク・ラン（声優：清水愛）
- リアリー・ティル(声優：猪谷洋子)
- ロードラン(声優：村上恵子)
- 天神ミコト（声優：山田茉莉）

その他、スタッフロールの声優の項目に「村上恵子」、「中西尚也」、「小河龍広」、「猪谷洋子」、「松永あやか」と明記されている。

#### ゲストキャラクター
- アーサー・シュミット
- マッキー&ペンテル
- ティンカー&リンカー
- ド・ケスベイ
- メヴィウス
- スプライツ(アルテア)

### ステージ
ステージ1：森の国　フォーレット（対戦相手：フリーシア・ローズマリー　または　ヤン・ヤンヤン）
ステージ2：悪魔の国　ディアブール（対戦相手：ガオガオ　または　ダークラン）
ステージ3：雲海の国　クラウディア（対戦相手：リータム＆メーリィ　または　メモリー女王）
ステージ4：水界の国　アクエリス（対戦相手：リアリー・リィズ　または　ド・エッヂ　または　リアリー・ティル）
ステージ5：天使の国　プルマージュ（対戦相手：マルゥ&ソワン　または　ヴィエル＝ア＝ルゥ　または　シエル＝ア＝ルゥ）
ステージ6：星界の国　ル・モーンド・デレーヴ（対戦相手：天神ミコト）

### システム
メインのシステムは前作をほぼ踏襲している。前作からの変更点としては、ゲームスピードの低下、ステージ（移動可能範囲）の拡大などが挙げられる。そのため、前作と同じ構成の編隊ザコであっても、パーフェクトを取るための有効な連爆方法が異なる場合がある。また、相手の攻撃ザコをリバースした際に爆風が発生しなくなり、それを利用した連爆はできなくなった（前作でも、攻撃ザコやリバースをショットで直接破壊したときは爆風は発生しなかった）。

### おまけ要素
隠しキャラクター（ティル・ラン・ミコト）
それぞれ、ストーリーモード中に出会うと、プレイヤーキャラクターとして使用可能となる。
SS版オープニングムービー
ランを使用してキャラクターモードをクリアすることで、ギャラリーモードから閲覧可能になる。
NEOGEO版ティンクルスタースプライツ
キャラクターモードをリアリー・ティル、ロードラン、天神ミコトでクリアすることでプレイ可能になる。

### 漫画版
kodomo兎による漫画版が『月刊電撃コミックガオ!』に連載され、全4回の連載をまとめた冊子が、ゲームソフトの初回購入特典として店頭で配布された。

## 派生作品
ティンクルスタースプライツ外伝 -ツインスターメモリーズ-
携帯電話アプリでの外伝作品。ジャンルは対戦シューティングではなく、ステージクリア型の一般的な縦スクロールシューティングとなっており、連爆などの要素も無い。自機としてロードラン（初心者向き）とリアリー・ティル（上級者向き）から選択する他、ボスキャラクターやサポートキャラクターとして第1作と『LPP』の両作品から登場人物が選ばれている。ストーリーは、新キャラクターであるファラオ族の王女・ナイルの猫姫「アヌテト」がティンクルスターをさらってしまったという話を聞いた2人が、それを救出しに行く内容である。

## 後世への影響
本作は、いくつかの対戦型シューティングゲームに影響を与えており、たとえば同人ゲーム『東方花映塚』は本作と似た形式の対戦型シューティングゲームとして作られた。また、カナダの『ライバル・メガガン』は本作へのオマージュから開発された。